# Jászladány, Jász-Nagykun-Szolnok
Jászladány  este un sat în districtul Jászapát, județul Jász-Nagykun-Szolnok, Ungaria, având o populație de 5.747 de locuitori (2011). 

## Demografie
Componența etnică a satului Jászladány
     Maghiari (86,96%)
     Romi (12,71%)
     Necunoscut (0,15%)
     Alții (0,18%)
Componența confesională a satului Jászladány
     Romano-catolici (54,38%)
     Fără religie (12,86%)
     Reformați (1,72%)
     Necunoscută (30,19%)
     Alte religii (3,81%)
Conform recensământului din 2011, satul Jászladány avea 5.747 de locuitori. Din punct de vedere etnic, majoritatea locuitorilor (86,96%) erau maghiari, cu o minoritate de romi (12,71%). Apartenența etnică nu este cunoscută în cazul a 0,15% din locuitori.  Din punct de vedere confesional, majoritatea locuitorilor (54,38%) erau romano-catolici, existând și minorități de persoane fără religie (12,86%) și reformați (1,72%). Pentru 30,19% din locuitori nu este cunoscută apartenența confesională.